# 大和心 (ボクサー)
大和 心（やまと しん、1975年7月9日 - ）は、日本のボクシングトレーナー、元プロボクサー。神奈川県横須賀市出身。第57代日本バンタム級王者、第24代OPBF東洋太平洋スーパーバンタム級王者。帝拳所属。横浜高等学校卒業。

## 人物
横浜高校時代の同級生に、東芝野球部の平馬淳、阪神タイガースの高橋光信、総合格闘家の宇野薫がいる。保住直孝はボクシング部の1年先輩で、お笑いコンビ瞬間メタルのタケタリーノ山口はボクシング部の同期である。川口力哉とは現役時代から親友にあたる。
現在は帝拳ジムでトレーナーをしている。

## 来歴
元プロボクサーの実父の影響で小学5年から横須賀ボクシングジムに通う。1993年全日本高校フライ級6位。関東大会優勝。
高校の6年先輩葛西裕一に憧れ、葛西の属する帝拳から1994年6月スーパーフライ級でプロデビュー。東日本新人王準決勝で協栄ジムの佐藤晃に判定負けを喫した。1995年B級ボクサー賞金トーナメントでバンタム級優勝、1996年A級ボクサー賞金トーナメントバンタム級で優勝する。
1998年1月27日、松島二郎を破り日本バンタム級王座を獲得した（2度防衛後返上）。1999年1月東洋太平洋バンタム級チャンピオンジェス・マーカにダウンを奪われ判定負けした。
桑田勇から鈴木啓正に担任トレーナーが変更された後に2000年2月19日、東洋太平洋スーパーバンタム級王座を獲得し、WBC世界スーパーバンタム級10位にランクされたが、同年6月17日初防衛に失敗し10月同王座再挑戦で返り咲きもならず2001年に現役を引退した。
引退後は一時期オスカープロモーションに所属してタレント活動をしていた。2001年には日本テレビ系列のバラエティ番組『進ぬ!電波少年』の企画「電波少年的アンコールワットへの道の舗装」にスタート時から参加しゴールを果たした。2002年からはテレビ朝日のバラエティ番組『藤岡弘、探検シリーズ』にてレギュラー出演した。2003年公開の映画『阿修羅のごとく』など複数の映画にも出演した。
2006年より帝拳ボクシングジムでトレーナーを務め、初めて担当した山中慎介を世界タイトルに導いた他、松田直樹、尾川堅一、辻昌建らを指導。2009年11月7日、自身の第一子が誕生した日に松田が日本タイトル3度目の防衛を成功させた。

## 戦績
- アマチュアボクシング：36戦31勝（9KO・RSC）5敗
- プロボクシング：24戦16勝（4KO）4敗4分